# Neuilly-le-Brignon
Neuilly-le-Brignon – miejscowość i gmina we Francji, w Regionie Centralnym, w departamencie Indre i Loara.
Według danych na rok 1990 gminę zamieszkiwało 315 osób, a gęstość zaludnienia wynosiła 14 osób/km² (wśród 1842 gmin Regionu Centralnego Neuilly-le-Brignon plasuje się na 827. miejscu pod względem liczby ludności, natomiast pod względem powierzchni na miejscu 577.).